# Mom Jeans

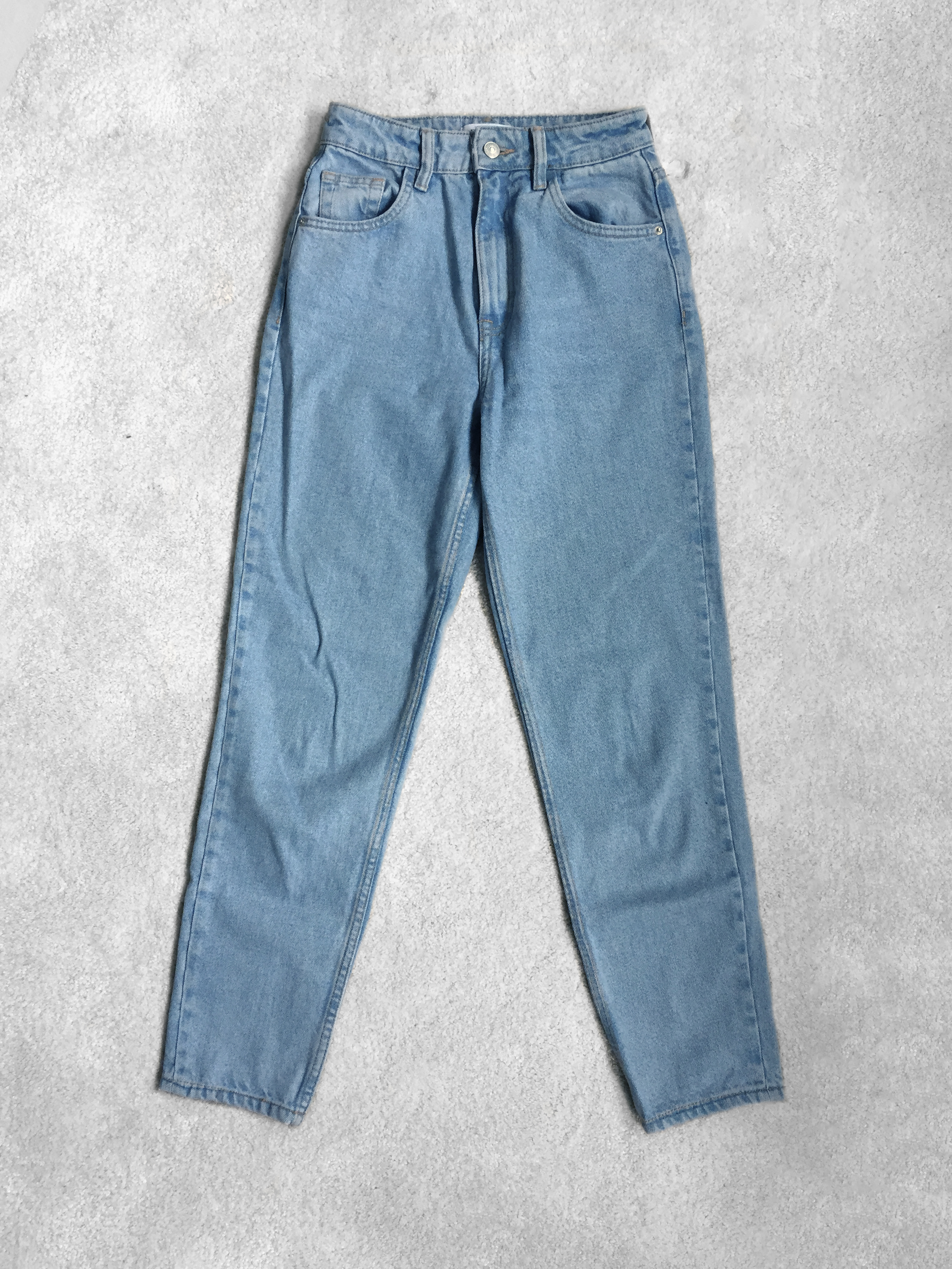
Mom Jeans

Mom Jeans [mɒm dʒiːnz] (von englisch mom, umgangssprachlich für ‚Mutter‘) sind eine Art von Jeans, die in den 1980er- und 1990er-Jahren populär waren und seit den 2010er-Jahren wieder in Mode sind. Sie zeichnen sich vor allem durch einen hohen Bund und weit geschnittene, nach unten verjüngende Beine (Tapered Leg) aus.

## Eigenschaften
Die Hose reicht bis zur Taille, wo sie eng geschnitten ist. Um die Oberschenkel herum ist sie weiter. Nach unten hin läuft sie schmal zusammen und endet durch den verkürzten Schnitt über dem Knöchel. Meistens ist die Hose aus einem Denim-Stoff mit wenig bis gar keinem Stretchanteil gefertigt.

## Geschichte

### 1980er-Jahre
Die Mom Jeans kam in den späten 1980er-Jahren auf den Markt. Der Schnitt sollte an die kurvige Silhouette ehemaliger Hollywoodstars wie Marilyn Monroe erinnern. Der neue Jeansstil war auch ein Gegenentwurf zu der hautengen Jeans mit geradem Bein, die Brooke Shields in der damals skandalösen Calvin-Klein-Werbung von 1980 trug. Die Sängerin Madonna war eine der ersten, die den neuen Stil adaptierte.
Eine der ersten Jeansmodelle mit diesem Schnitt ist die sogenannte Pedal Pusher von dem Hamburger Modelabel Closed. Inspiriert ist sie von einer Postboten-Uniform. Schnell wurde sie zum Kult-Modell. Bis heute ist die Mom Jeans im Sortiment der Marke zu finden.

### 1990er-Jahre
In den frühen 1990er-Jahren begannen Prominente wie Winona Ryder, Drew Barrymore und Shannen Doherty dem Trend zu folgen und verhalfen ihm zu noch mehr Beliebtheit. In der erfolgreichen Serie Beverly Hills 90210 trug die Figur Cindy Walsh, ebenso wie ihre Tochter Brenda, Mom Jeans. Auch Courteney Cox als Monica Geller in der TV-Serie Friends wurde häufig in diesem Stil gesehen.
In der Mitte bis hin zu den späten 1990er-Jahren wurden die Beine und Bünde der Hose weiter. Die Bundhöhe wurde immer niedriger. Am Ende des Jahrzehnts war die Mom Jeans aus der Mode.

### 2000er-Jahre
Der Name Mom Jeans etablierte sich erst im Jahr 2003 durch einen Sketch in der Saturday Night-Live Show über das perfekte Muttertagsgeschenk. Darin wurde sie mit folgendem Spruch beworben: „Schenken Sie Ihrer Mutter an diesem Muttertag kein Parfüm, sondern etwas das ihr sagt: Ich bin keine Frau mehr – ich bin eine Mutter.“ In dem Video sind Frauen zu sehen, die die Hose mit einem fiktiven Label namens Mom Jeans tragen.

## Die Rückkehr der Mom Jeans
Etwa seit dem Jahr 2010 kommt die Mom Jeans langsam wieder in Mode. Stars wie Kourtney Kardashian, Sienna Miller, Kendall Jenner und Gigi Hadid machten sie wieder beliebter. Laut der globalen Modesuchplattform Lyst sind die Suchanfragen nach Mom Jeans seit 2017 um 105 Prozent gestiegen. Damit hat sie offiziell die Skinny Jeans überholt. Große Marken wie Levi’s oder Topshop folgen dem Trend und bringen Mom Jeans heraus.
Einer der stärksten Befürworter der Mom Jeans der letzten Jahre war Barack Obama. In einem Interview von 2014 beklagte der ehemalige US-Präsident, dass er „zu Unrecht für seine Jeans belächelt“ wurde.